# Qipao

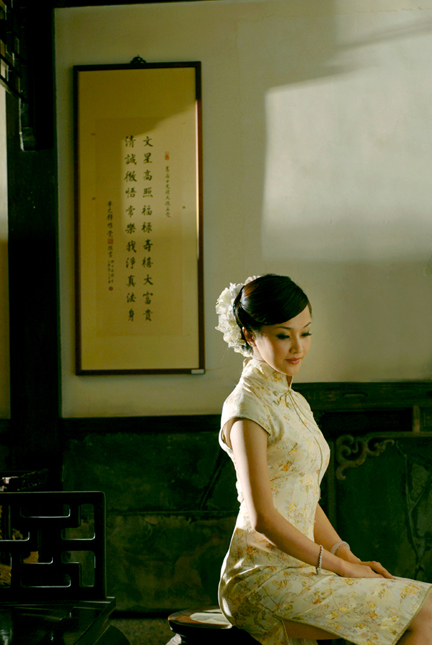
Mujer vistiendo Cheongsam.

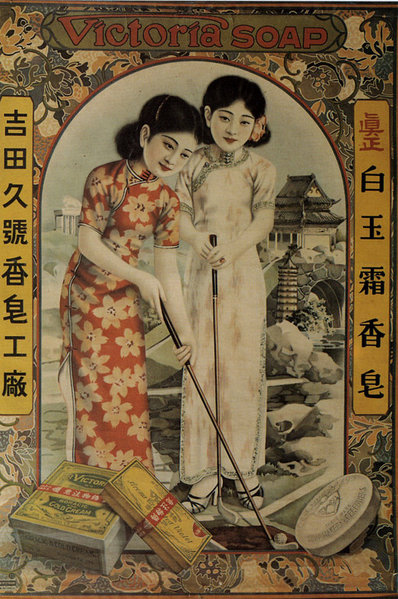
Dos mujeres con qipao, publicidad de un jabón, Shanghái, 1930.

El qipao (en chino, 旗袍; pinyin, qípáo, Wade-Giles: ch'i-p'ao) o qipaor (旗袍兒, qípáor, ch'i-p'aor), también conocido como cheongsam en cantonés, es un tipo de vestido femenino de origen manchú utilizado en China. Fue vastamente popular durante el periodo de (1912-1949), cuando fue modernizada por las mujeres en Shanghái la cual se encontraba como Capital de la Moda, fue un símbolo de belleza, elegancia, y liberación de la mujer.

## Historia
Cuando los manchúes establecieron la dinastía Qing en toda China en 1644, trajeron un sistema nuevo de división administrativa que incluía las banderas (旗, qí) (división todavía usada en la región autónoma china de Mongolia Interior), debido a lo cual fueron conocidos como qiren (旗人, qí rén), "las gentes de las banderas". Posteriormente surgió un vestido, utilizado por hombres y mujeres, recto y de una sola pieza, que se denominó qipao, "vestido de la bandera". Normalmente era de seda, adornado con cordones en las mangas y en el cuello, y se hizo popular en el palacio imperial y entre los nobles. Los chinos de etnia han fueron obligados, mediante la introducción de la coleta china, a vestir la nueva ropa en actos oficiales, y así, durante los siguientes trescientos años se convirtió en la vestimenta china por excelencia, sobreviviendo incluso a la revolución de Xinhai, que en 1911 acabó con la dinastía Qing y estableció la República de China. Desde entonces, con pocos cambios, el qipao se convirtió en la vestimenta femenina arquetípica china.
La prenda original era recta y cubría por completo, excepto cabeza, cuello, manos y pies. Fueron las cortesanas de Shanghái a finales del siglo XIX las que buscando modernizarla empezaron a usar modelos más ceñidos, de colores más vivos e incluso cortados a los lados hasta la rodilla y de manga corta, que pronto fue adoptado por las demás mujeres de la ciudad, y desde allí, al resto del país. Originalmente, bajo el qipao se usaban siempre pantalones rectos, igual que bajo el changpao o versión masculina del traje manchú. Con la introducción de la moda occidental, desde finales de la década de 1920 algunas empezaron a lucirlo con medias y para la década de 1940 los pantalones habían caído totalmente en desuso sustituidos por estas y zapatos de tacón. Cuando a partir de los años 1970 disminuyó el uso de medias, también se lleva con las piernas desnudas. La versión vietnamita, el ao dai, sin embargo ha mantenido el pantalón.
En una amplia variedad de telas, colores y accesorios, el qipao funciona en la China actual como vestido elegante de fiesta.

## El qipao en la cultura popular
- La película El mundo de Suzie Wong (1960), de Richard Quine, en la que la protagonista, interpretada por la actriz Nancy Kwan, lleva este tipo de vestido.
- En el manga y anime Dragon Ball (y sus series derivadas), Chi-Chi generalmente utiliza distintos tipos de modelos de qipao.
- En Deseando amar (2000), del director chino Wong Kar-wai, la actriz protagonista, Maggie Cheung, utiliza más de cuarenta modelos diferentes de qipao, recurso utilizado por el director para reflejar el paso del tiempo.
- En el videojuego Street Fighter la personaje Chun-Li frecuentemente usa un qipao como vestimenta para pelear.
- En el anime Ranma ½, la personaje Shampoo, suele usar variantes de qipao. También Ranma Saotome cuando es convertida en mujer.